# Цифрова клавиатура
Цифровата клавиатура (на жаргон – „нумпад“, съкратено от английски: numeric keypad, numpad) е набор от клавиши с цифри и аритметични или други знаци. Цифровата клавиатура може да бъде част от основна (базова) компютърна клавиатура или допълнително устройство, което съдържа само набор с клавиши за цифри. Тя дава възможност за бързо и удобно въвеждане на числа.
Освен като вид компютърен хардуер цифрови клавиатури се използват при банкоматите, телефоните, системите за охрана и контрол на достъпа и други. Софтуерът на мобилните телефони позволява да се въвеждат букви и други символи чрез неколкократно натискане на даден цифров клавиш.
Подредбата на клавишите в цифровата клавиатура се определя от няколко различни стандарта.
- Видове цифрови клавиатури
- По ISO/IEC 9995 – 4
- Част от базова компютърна клавиатура
- Отделна цифрова клавиатура
- Цифрова клавиатура на банкомат

## Виртуална цифрова клавиатура
Виртуалната цифрова клавиатура е предназначена за визуализация и въвеждане на числа чрез сензорен екран. Намира най-широко приложение при смартфоните.